# Péret-Bel-Air
 Péret-Bel-Air  là một xã thuộc tỉnh Corrèze trong vùng Nouvelle-Aquitaine miền trung Pháp.